# Hawkeye (Iowa)
Hawkeye es una ciudad ubicada en el condado de Fayette en el estado estadounidense de Iowa. En el Censo de 2010 tenía una población de 449 habitantes y una densidad poblacional de 257,98 personas por kilómetro cuadrado.

## Geografía
Hawkeye se encuentra ubicada en las coordenadas 42°56′16″N 91°57′1″O / 42.93778, -91.95028. Según la Oficina del Censo de los Estados Unidos, Hawkeye tiene una superficie total de 1.74 km², de la cual 1.74 km² corresponden a tierra firme y (0 %) 0 km² es agua.

## Demografía
Según el censo de 2010, había 449 personas residiendo en Hawkeye. La densidad de población era de 257,98 hab./km². De los 449 habitantes, Hawkeye estaba compuesto por el 99.11 % blancos, el 0.67 % eran afroamericanos, el 0.22 % eran amerindios, el 0 % eran asiáticos, el 0 % eran isleños del Pacífico, el 0 % eran de otras razas y el 0 % pertenecían a dos o más razas. Del total de la población el 0.22 % eran hispanos o latinos de cualquier raza.